# Телефонное право

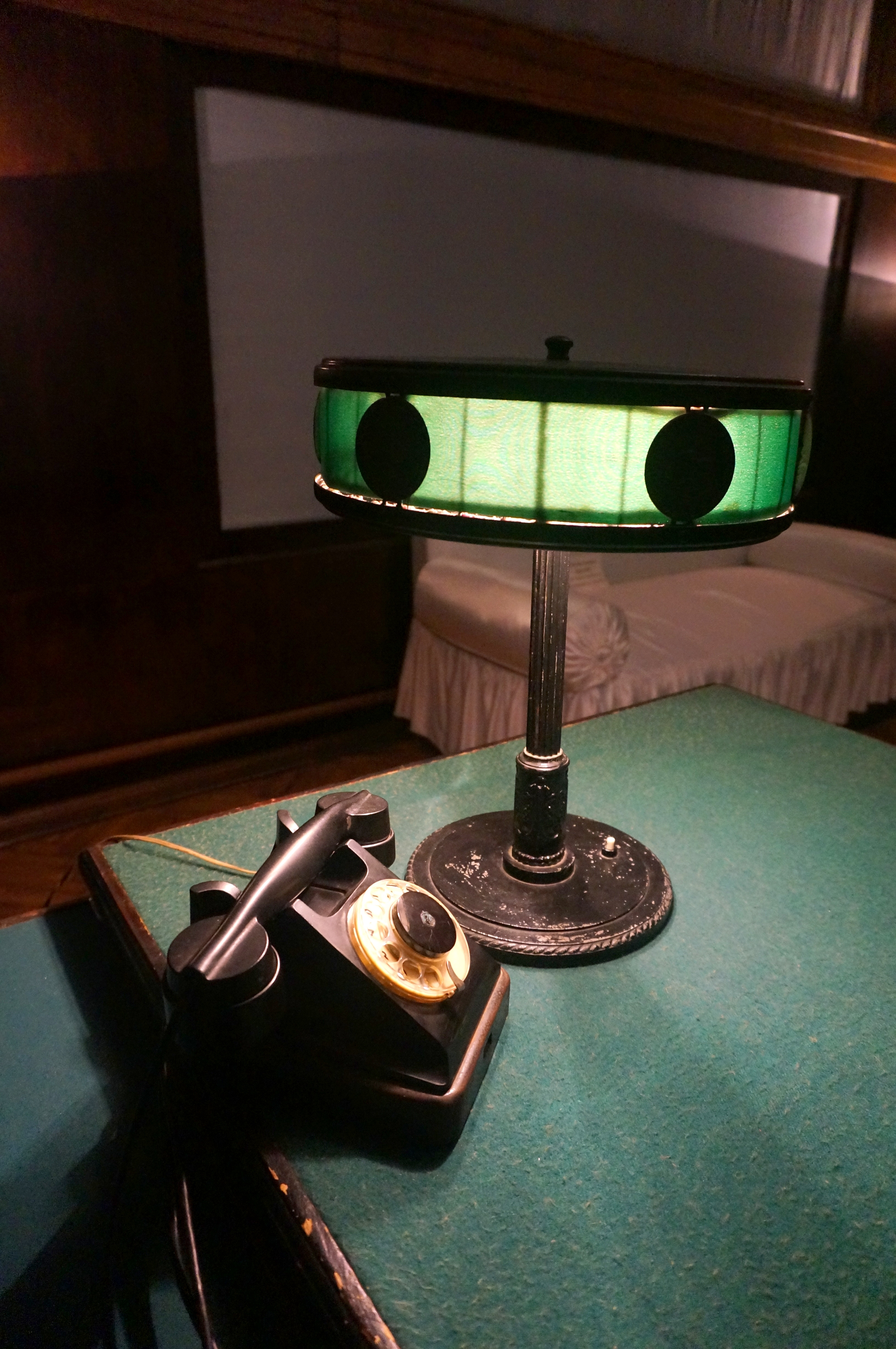
Телефон на столе в бункере Сталина

Телефонное право, также позвоночное право («Позвоночное»  от «по звонку», также может именоваться «решением вопросов в телефонном режиме», «по вызову» и т. п.) — термин, характеризующий особую стадию коррупции, когда способом давления становятся не деньги, а авторитет и власть чиновников. Чиновник начинает отдавать приказы «по диагонали», формально не подчинённым организациям, а ослушавшийся лишается наград, а иногда и карьеры. Разумеется, такие приказы зачастую никак не документируются и передаются устно при личной встрече, а чаще телефонным звонком — отсюда название.

## История
Но не в этом радость его [партийного аппаратчика ЦК КПСС] жизни. Его радость, его единственная страсть — в том, чтобы сидеть у стола с правительственной «вертушкой», визировать проекты решений, которые через пару дней станут законами; неторопливо решать чужие судьбы, любезным тоном произносить по телефону: «Вы, конечно, подумайте, но мне казалось бы, что лучше поступить так» […] Ради этого главного наслаждения своей жизни он готов расстаться со всем остальным: и с финской мебелью, и даже с армянским коньяком. […] Это наслаждение, сладостное для номенклатуры в масштабе городка, района, области, огромно в масштабе страны, раскинувшейся от Швеции до Японии. Но еще острее оно, когда можно вот так же по телефону вежливо отдавать приказы другим странам, запомнившимся по школьной географии как дальняя заграница. Варшава, Будапешт, Берлин, София, Прага, сказочно далекие Гавана, Ханой, Аддис-Абеба… Во время интервью в своем кремлёвском кабинете Брежнев не удержался и показал корреспондентам «Штерна» телефон с красными кнопками прямой связи с первыми секретарями ЦК партий социалистических стран. Нажмешь кнопку, справишься о здоровье, передашь привет семье — и дашь «совет». А потом откинешься на спинку жестковатого кожаного кресла и с сытым удовольствием подумаешь о том, как сейчас в чужой столице начинают торопливо приводить «совет» в исполнение.

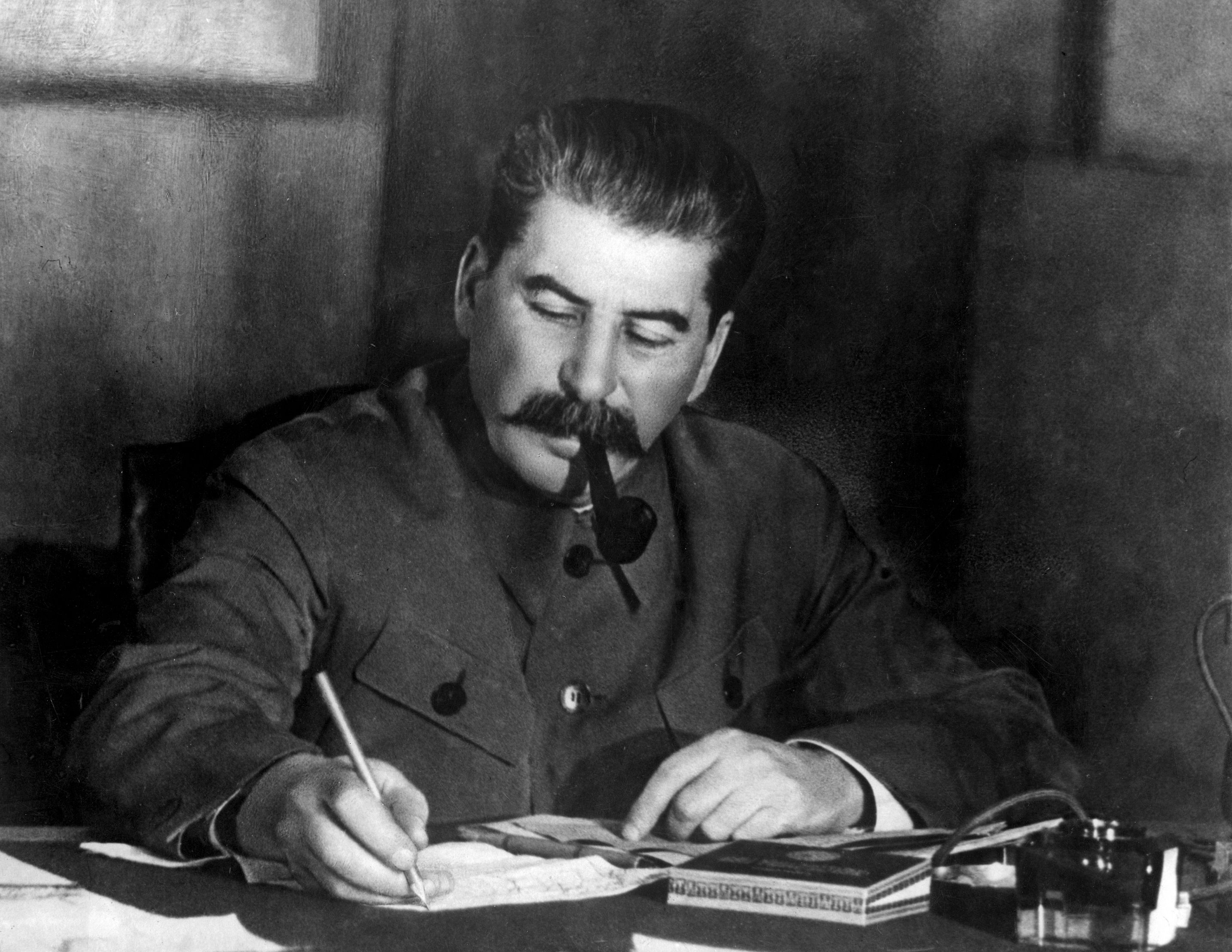
Сталин за столом в рабочем кабинете. Рядом с чернильницей — телефон

Явление возникло в первые годы Советской России с появлением системы правительственной связи и активно использовалось Владимиром Лениным и другими руководителями коммунистической партии: сначала «для голосования опросом», а затем для доведения собственных решений. В частности, когда «встал вопрос, кому возглавить партию», решение о продлении Ленину отпуска «по состоянию здоровья», то есть фактически об отстранении Ленина и связанных с ним лиц от власти, также было принято Политбюро ЦК РКП(б) по телефону. Иосиф Сталин отдавал приказы по телефону, вплоть до убийств неугодных ему лиц (например, убийство Михоэлса). Эта привычка «вершить судьбы» по телефону повсеместно перенималась номенклатурными боссами рангом пониже. О пагубности явления, правда для нижних рангов партийных чиновников уровня местных секретарей, злоупотреблявших телефоном для решения даже банальных бытовых вопросов, писалось даже в советской партийной прессе: «Кому-то нужно приобрести детали к машине, кто-то хочет достать дерево или кирпич — все идут в горком или райком. И секретарь звонит по телефону, вызывает людей, „утрясает“ вопросы». По звонку из Москвы решалось всё, вплоть до смещения секретарей компартий союзных республик. Доходило до курьёзов и почти тотемно-фетишистского поведения советских чиновников при получении руководящих инструкций по телефону, когда «партийные товарищи, разговаривая по телефону с более ответственными лицами, встают, раскланиваются и любезно улыбаются…». Более того, провалы в организации работы партийных органов в годы войны объясняются: «Ведь по телефону не позвонишь…». Аналогичная практика управления по телефону до сих пор используется китайскими партийными бонзами в коммунистическом Китае.

## Авторитетные мнения
По словам докторов юридических наук Анатолия Безуглова и Сергея Солдатова, телефонное право фактически торжествовало в советской административно-командной системе.
По мнению члена-корреспондента РАН Елены Лукашевой, а также заслуженного юриста РФ Марка Славина, административной системе было легче управлять при помощи команд, а не норм права. Телефонное право было поставлено выше писаного закона. Конституция СССР была юридически слабой, правовая охрана её положений отсутствовала.
Российский историк Игорь Данилевский считает, что телефонное право тянется ещё от Иосифа Сталина, который запрещал фиксировать содержание своих телефонных разговоров. Но одновременно повсеместно внедрялась практика прослушивания и записи телефонных разговоров советских граждан.

## В советской периодике
В качестве общеупотребительного термин телефонное право встречается в советской публицистике и научных периодических изданиях середины 1980-х годов.
Среди прочих, можно отметить статью в журнале «Советское государство и право» (№ 5 за 1988 г.), где с одной стороны осуждается само телефонное право как взаимное поддержание «чести мундира» прокуратурой и судебными органами, с другой стороны — положительно характеризуется неформальное воздействие на «правильное, справедливое формальное решение».
В журнале «Сибирские огни» на волне перестройки появилась статья, развенчивающая партийную административную систему. Помимо прочего, в ней утверждалось, что все права локального руководителя — не более чем видимость, так как он ничего не может противопоставить самым абсурдным планам и указаниям сверху. Реальную силу имеют они, а не он. Телефонное право областных властей, особенно партийных, не знает границ. Телефонное право в этих условиях пока выше закона, выше здравого смысла.